# Arthur Margetson
Arthur Margetson (27 de abril de 1887 – 13 de agosto de 1951) foi um ator britânico de cinema e teatro.

## Filmografia Parcial
- Wolves (1930)
- Many Waters (1931)
- His Grace Gives Notice (1933)
- The Great Defender (1934)
- Music Hath Charms (1935)
- Royal Cavalcade (1935)
- The Divine Spark (1935)
- The Mystery of the Marie Celeste (1935)
- Broken Blossoms (1936)
- Head Office (1936)
- Juggernaut (1936)
- Smash and Grab (1937)
- Action for Slander (1937)
- The Nursemaid Who Disappeared (1939)
- Return to Yesterday (1940)
- Random Harvest (1942)
- Commandos Strike at Dawn (1942)
- Sherlock Holmes Faces Death (1943)
- Thumbs Up (1943)